# Protoleptoneta bulgarica
Protoleptoneta bulgarica là một loài nhện trong họ Leptonetidae.
Loài này thuộc chi Protoleptoneta. Protoleptoneta bulgarica được miêu tả năm 1972 bởi Deltshev.